# Herman Brusselmans
Herman Frans Martha Brusselmans (Hamme, 9 de octubre de 1957) es un novelista, poeta, dramaturgo y columnista belga que vive en Gante. Es uno de los autores más vendidos en Flandes, pero al mismo tiempo es un autor muy controvertido por su lenguaje profano y su comedia ofensiva.

## Biografía
Estudió filología germánica en la Universidad de Gante y comenzó como jugador de fútbol  (KFC Vigor Wuitens Hamme y KSC Lokeren) antes de publicar su novela De man die werk vond (1985).
Además de su proliferidad como escritor, Brusselmans es muy conocido por sus apariciones en los medios de comunicación.
Durante la guerra de Gaza, la Asociación Judía Europea (EJA), con sede en Bruselas, anunció que iniciaría acciones legales contra él. «Mencionó que se le llenaron los ojos de lágrimas al pensar en un anciano judío de su calle, solo para desearle el infierno un momento después».

## Novelas
- 1984: Prachtige ogen
- 1985: De man die werk vond
- 1986: Heden ben ik nuchter
- 1987: Zijn er kanalen in Aalst?
- 1989: Dagboek van een vermoeide egoïst
- 1990: Vlucht voor mij
- 1991: Ex-schrijver (- Plotseling gebeurde er niets 1)
- 1993: Ex-minnaar (- Plotseling gebeurde er niets 2)
- 1994: Ex-drummer ( - Plotseling gebeurde er niets 3)
- 1994: Het oude nieuws van deze tijden
- 1995: De terugkeer van Bonanza ( - Guggenheimer 1)
- 1995: Vrouwen met een IQ
- 1996: Autobiografie van iemand anders
- 1996: Guggenheimer wast witter (- Guggenheimer 2)
- 1997: Zul je mij altijd graag zien?
- 1997: Logica voor idioten
- 1998: Nog drie keer slapen en ik word wakker (- De man die werk vond 2)
- 1999: Het einde van mensen in 1967
- 1999: Uitgeverij Guggenheimer ( - Guggenheimer 3)
- 2000: Vergeef mij de liefde (- Iedereen is uniek behalve ik 1)
- 2001: Pitface
- 2002: De kus in de nacht (- Iedereen is uniek behalve ik 2)
- 2002: Mank
- 2003: De droogte
- 2004: Ik ben rijk en beroemd en ik heb nekpijn (- Iedereen is uniek behalve ik 3)
- 2004: In de knoei
- 2005: Het spook van Toetegaai
- 2007: Muggepuut (- Muggepuut 1)
- 2007: De perfecte koppijn (- Muggepuut 2)
- 2008: Toos ( - Muggepuut 3)
- 2008: Een dag in Gent
- 2009: Mijn haar is lang
- 2009: Kaloemmerkes in de zep
- 2010: Trager dan de snelheid ( - De man die werk vond 3)
- 2011: Van drie tot zes
- 2011: De biografie van John Muts
- 2012: Watervrees tijdens een verdrinking
- 2012: Guggenheimer in de mode (- Guggenheimer 4)
- 2013: Mogelijke memoires
- 2013: De qualastofont
- 2014: Poppy en Eddie
- 2014: Zeik
- 2014: Poppy en Eddie en Manon
- 2015: Zeik en de moord op de poetsvrouw van Hugo Claus